# Molekuláris filogenetika
A molekuláris filogenetika a filogenetika – különösen a DNS-ben előforduló – genetikai, így öröklött molekuláris különbségeket vizsgáló ága, mely lehetővé teszi az élőlény evolúciós rokonságáról szóló információszerzést. Ezek alapján meghatározható a fajok diverzitása megjelenésének folyamata. A molekuláris filogenetikai elemzés eredménye filogenetikai fa. A molekuláris filogenetika a molekuláris rendszertan egy ága, mely szélesebb fogalmat ölel fel, és a molekuláris adatokrendszertani és biogeográfiai használatát is magában foglalja.
A molekuláris filogenetika és a molekuláris evolúció egymásnak megfelelők. A molkuláris evolúció szelektív változások (mutációk) molekuláris (gén-, fehérje- stb.) szintű folyamata az élet fájának különböző ágain keresztül (evolúció). A molekuláris filogenetika a molekuláris evolúció során jelentkező evolúciós folyamatokat írja le, aminek eredménye a filogenetikai fa.

## Történet
A molekuláris rendszertan elméleti rendszerét az 1960-as években határozták meg Emile Zuckerkandl, Emanuel Margoliash, Linus Pauling és Walter M. Fitch műveikben. A molekuláris rendszertant először Charles M. Sibley alkalmazta a madarak, Herbert C. Dessauer a herpetológia és Morris Goodman a főemlősök tanulmányozásában, majd Allan Wilson, Robert K. Selander és John C. Avise alkalmazták változatos csoportok tanulmányozásra. A fehérje-elektroforézist 1956 körül kezdték el tanulmányozni. Bár az eredmények nem voltak kvantitatívak, és eleinte nem voltak jobbak a morfológiai osztályozásnál, segítségével kimutatták, hogy a például a madarak hagyományos osztályozása jelentős változtatást igényelt. 1974–1986 között a DNS–DNS-hibridizáció volt a genetikai különbségek mérésére használt módszer.
Az első riboszomális RNS-eket már az 1980-as években szekvenálták: például a patkány 28S rRNS-ét 1983-ban, az egérét 1984-ben és az emberét 1985-ben. A teljes humán riboszomális DNS-t – benne a 18S és 28S rRNS-sel egyaránt, 1987-ben szekvenálták. Az első genetikai eukarióta-rendszertanok 1 génen – jellemzően 18S vagy 28S rRNS-en, illetve annak részletein – alapultak, 1990-től megjelentek azonban többgénes rendszertanok is.
A filogenomika fogalmát 1997-ben alkotta meg Jonathan Eisen a filogenetika és genomika szavak egyesítésével. Ez eredetileg génfunkciók előrejelzését jelentette genomszintű összehasonlítás alapján.

## Elmélet
A korai molekuláris rendszertanokat kemotaxonómiának nevezték, és fehérjéken, enzimeken, szénhidrátokon és más molekulákon alapult, melyeket elkülönítés után különbözőképpen, például kromatográfia révén jellemeztek. Ezeket jobbára felváltotta a DNS-szekvenálás, mely a DNS- vagy RNS-szakaszok pontos szekvenciáit adja meg különböző módszerekkel. Általában ezek evolúciós tanulmányozáshoz jobbak, mert az evolúció a genetikai szekvenciákban jelenik meg. Csakhogy ma is költséges és hosszú egy élőlény teljes DNS-ének (genom) szekvenálása, azonban könnyű egy meghatározott kromoszóma meghatározott részének szekvenálása. A leggyakoribb molekuláris rendszertani elemzések mintegy 1000 bázispár szekvenálását igénylik. Egy szekvencián belül bárhol eltérhet az egyes élőlényekben a bázis, az adott élőlényben lévő szekvencia a haplotípus. Elméletben, mivel 4 bázis van, 1000 bázispár esetén 41000 különböző haplotípus fordulhat elő, de egy meghatározott fajban vagy rokon fajok csoportjában lévő élőlények esetén ismert, hogy csak igen kevés helyen vannak eltérések, és a legtöbb ismert eltérés egymással korrelál, így a különböző haplotípusok száma viszonylag kicsi.

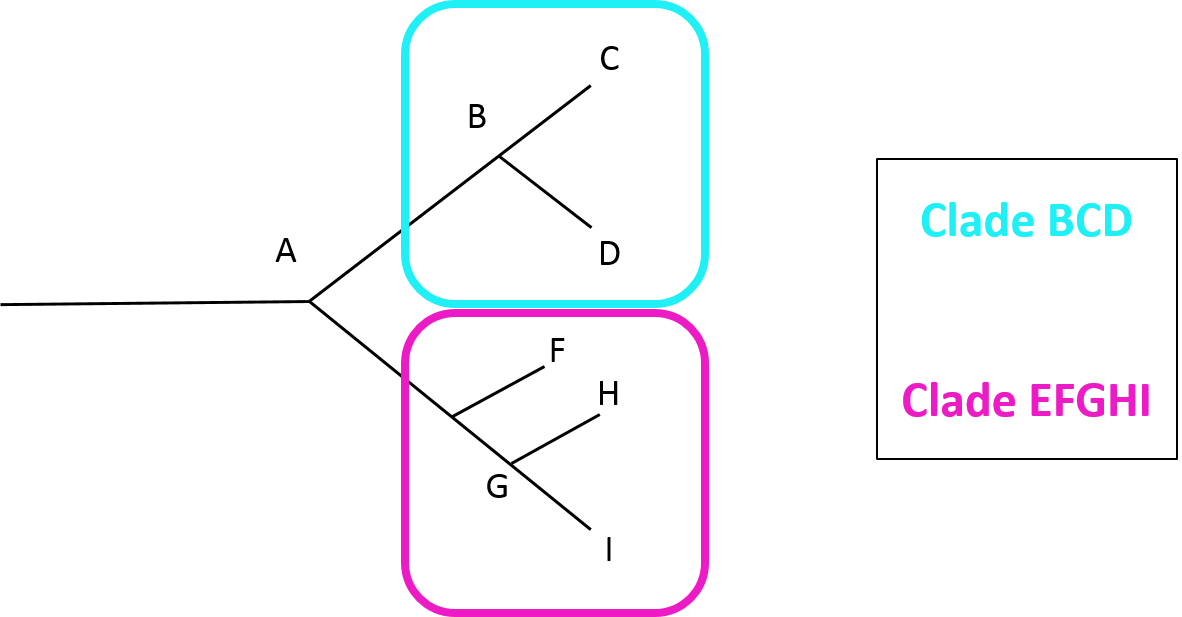
Egy filogenetikai fában számos csoport (klád) van. A klád olyan élőlények csoportja, melynek van közös őse, mely semmilyen más élőlénnyel nem közös. Ez ábrán látható a klád megjelenítését a filogenetikai fán.

A molekuláris rendszertani elemzésben a haplotípusokat meghatározot nukleinsavrészleten határozzák meg, ahol jelentős mintát használnak a célfaj vagy -taxon tagjaiból, azonban számos modern tanulmány egyetlen élőlényen alapul. A közeli rokon, de különböző taxonok tagjai haplotípusait is meghatáozzák. Végül egy egyértelműen különböző taxon kisebb számú tagja haplotípusait is meghatározzák, ez a külcsoport. A haplotípusok szekvenciáit ezután összehasonlítják. A legegyszerűbb esetben a két haplotípus különbségeit a bázisok közti eltérések számolásával határozzák meg: ez a szubsztitúciószám (más haplotípusok közti különbségek is előfordulhatnak, például egy nukleinsavszakaszba történő inzertáció az egyik haplotípusban, mely a másikban nincs jelen). Az élőlények különbségét ezután százalékos eltérésként írják le, mely a szubsztitúciók és az elemzett bázispárok számának hányadosa, a reményben, hogy e mérték a szekvenált DNS-szakasz helyétől és hosszától független.
Régebbi, mára elavult eljárás a genotípusok közti különbségek DNS–DNS-hibridizációval való elemzése. Ennek előnye az volt, hogy a teljes genotípuson alapult, nem egyes szakaszokon. A modern szekvencia-összehasonlítás több szekvenciát használ, ezért ez elavulttá lett.
A mintapárok eltéréseinek meghatározása után a különbségek háromszögmátrixeát statisztikai klaszteranalízishez küldik, a kapott dendrogramot pedig megvizsgálják, hogy kimutassák, hogy a fajok csoportja megfelel-e a csoport rendszertanának. Klád az olyan haplotípusok csoportja, melyek hasonlóbbak egymáshoz, mint más haplotípusokhoz, mely vizuálisan a képen láthatóhoz hasonlóképp jeleníthető meg. Az olyan statisztikai technikák, mint a bootstrapping és a jackknife-újramintázás segíthetnek a haplotípusok evolúciós fákban elfoglalt helye megbízhatóságának ellenőrzésében.

## Technikák és alkalmazások
Minden ismert sejtes élőlény rendelkezik dezoxiribonukleinsavval (DNS), ribonukleinsavval (RNS) és fehérjékkel. Általánosságban a közeli rokon élőlények nagyfokú hasonlóságot mutatnak ezek molekuláris szerkezetében, míg a távolabbi rokon élőlények kevésbé hasonlók. Az állandósult szerkezetek, például a mitokondriális DNS, idővel mutációkat szereznek, és folytonos mutációs sebességet feltételezve az eltávolodás idejét meghatározó molekuláris órához használhatók. A molekuláris filogenetika ez adatokat „kapcsolati fa” létrehozására használja, mely az egyes élőlények valószínű evolúcióját mutatja meg. A Sanger-szekvenálás 1977-es feltalálása lehetővé tette e molekuláris szerkezetek izolálását és azonosítását. A magas sebességű szekvdnálás is használható egy élőlény transzkriptomjának megszerzésére, lehetővé téve a transzkriptomikai adatokon alapuló filogenetikai becslést.
A leggyakoribb módszer homológ génszekvenciák összehasonlítása szekvenciaillesztéssel a hasonlóság azonosításához. A molekuláris filogenetika másik gyakori alkalmazása a DNS-elemzés, ahol egy adott faj azonosítása történik kis mtDNS- vagy ptDNS-szekvenciákkal. Az ezt lehetővé módszerek alkalmazása látható a humán genetika terén, például az egyre gyakrabban alkalmazott genetikai tesztelés terén egy gyermek szüleinek meghatározása, valamint a bizonyítékokon alapuló igazságügy terén (genetikai ujjlenyomat).

## Molekuláris filogenetikai elemzés
Számos módszer érhető el a molekuláris filogenetikára. Az egyik módszer, melynek része egy teljes, lépésről lépésre haladó protokoll a filogenetikai fa létrehozására, beleértve a DNS/aminosav-folytonosszekvencia-összetételt, a többszekvenciás illesztést, a modelltesztet (legjobban illeszkedő szubsztitúciós modellek tesztjét) és a filogenetikarekonstrukciót maximális valószínűség és Bayes-becslés alapján, elérhető a Nature Protocolon.
Egy másik molekuláris filogenetikai technikát írt le Pevsner. Egy ilyen filogenetikai elemzés általában 5 fő lépésből áll:
1. szekvenciaszerzés
2. többszekvenciás illesztés (a filogenetikai fa készítésének alapja)
3. különböző DNS- és aminosav-szubsztitúciós modellek
Több szubsztitúciós modell létezik. Néhány példa erre a Hamming-távolság, a Jukes–Cantor-egyparaméteresmodell és a Kimura-kétparaméteresmodell.
4. különböző faépítési modellek, például távolság- és jellemzőalapú módszerek
A normalizált Hamming-távolság és a Jukes–Cantor-korrekció határozzák meg a divergencia mértékét, illetve a nukleotid változásának valószínűségét. Gyakori faépítő módszerek például a súlyozatlan számtaniközép-alapú párcsoportmódszer (UPGMA) és a szomszéd-összekapcsolás, melyek távolságalapúak, a maximális parszimónia, mely jellemzőalapú, és a maximális valószínűség és a Bayes-becslés, mely jellemző-/modellalapú. Az UPGMA egyszerű, de a szomszéd-összekapcsolásnál kevésbé pontos.
5. fák kiértékelése. A pontosság a konzisztencián, a hatékonyságon és a megalapozottságon alapul.[16]

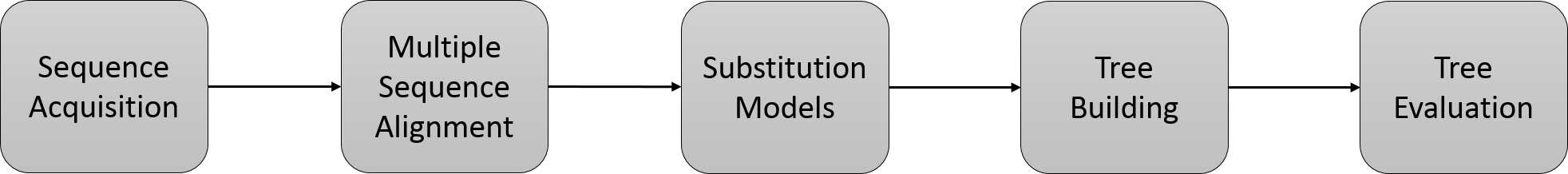
A molekuláris filogenetika 5 lépése

A MEGA (Molecular Evolutionary Genetics Analysis) ingyenesen letölthető és használható felhasználóbarát elemzőszoftver. Képes távolság- és jellemzőalapú famódszertanok elemzésére egyaránt. A MEGA továbbá számos lehetőséget is biztosít, például bootstrappinget és heurisztikus megközelítéseket. Általában a 70% feletti értékek jelentősnek tekinthetők. A képen látható Pevsner molekuláris 5 lépése a molekuláris filogenetikai elemzésben.

## Korlátok
A molekuláris rendszertan gyakorlatilag kladisztikus: feltételezi, hogy az osztályozásnak meg kell felelnie a filogenetikai leszármazásnak, és hogy minden érvényes taxonnak kládnak kell lennie. Ez korlátozás az optimális fák meghatározásakor, melyben gyakran kell különválasztani és újrakötni a filogenetikai fák egyes részeit.
Az élőlények közti jelentős horizontális géntranszfer (HGT) felfedezése jelentős problémát okoz a molekuláris rendszertan tekintetében, mivel azt jelenti, hogy egy élőlény különböző génjei eltérő eredetűek lehetnek. Számos filogenetikai módszerrel észlelhető és kizárható a HGT.
Ezenkívül a molekuláris filogenetika érzékeny lehet az elkészítéskor használt feltételezésekre és modellekre. Először a szekvenciák illesztendők, a hosszúág-vonzás, a genetikai szaturáció és taxonmintavételi problémák megoldandók. Ez azt jelenti, hogy azonos adathalmazban különböző modellek alkalmazása különböző eredményeket okozhat. A faképzési módszer ezenkívül a fatopológiára, evolúciós sebességekre és mintavételre vonatkozó feltételezéseket okoz. Az egyszerű UPGMA gyökeres fát és egységes molekuláris órát feltételez, melyek mind hibásak lehetnek.
Az egyes gének alacsony felbontását a többgénes rendszertanok áthidalták, de a HGT problémája továbbra is megfelelő algoritmustervezést igényel.